# Rochepaule
Rochepaule település Franciaországban, Ardèche megyében. Lakosainak száma 238 fő (2022. január 1.). Rochepaule Devesset, Lafarre, Lalouvesc, Saint-André-en-Vivarais, Saint-Jeure-d’Andaure, Saint-Pierre-sur-Doux és Saint-Bonnet-le-Froid községekkel határos.

## Népesség
A település népessége az elmúlt években az alábbi módon változott:
| Lakosok száma | 589  | 464  | 404  | 308  | 274  | 269  | 259  | 242  | 240  | 238  |
|               | 1968 | 1982 | 1990 | 2006 | 2013 | 2015 | 2017 | 2019 | 2020 | 2022 |